# 三汊矶大桥

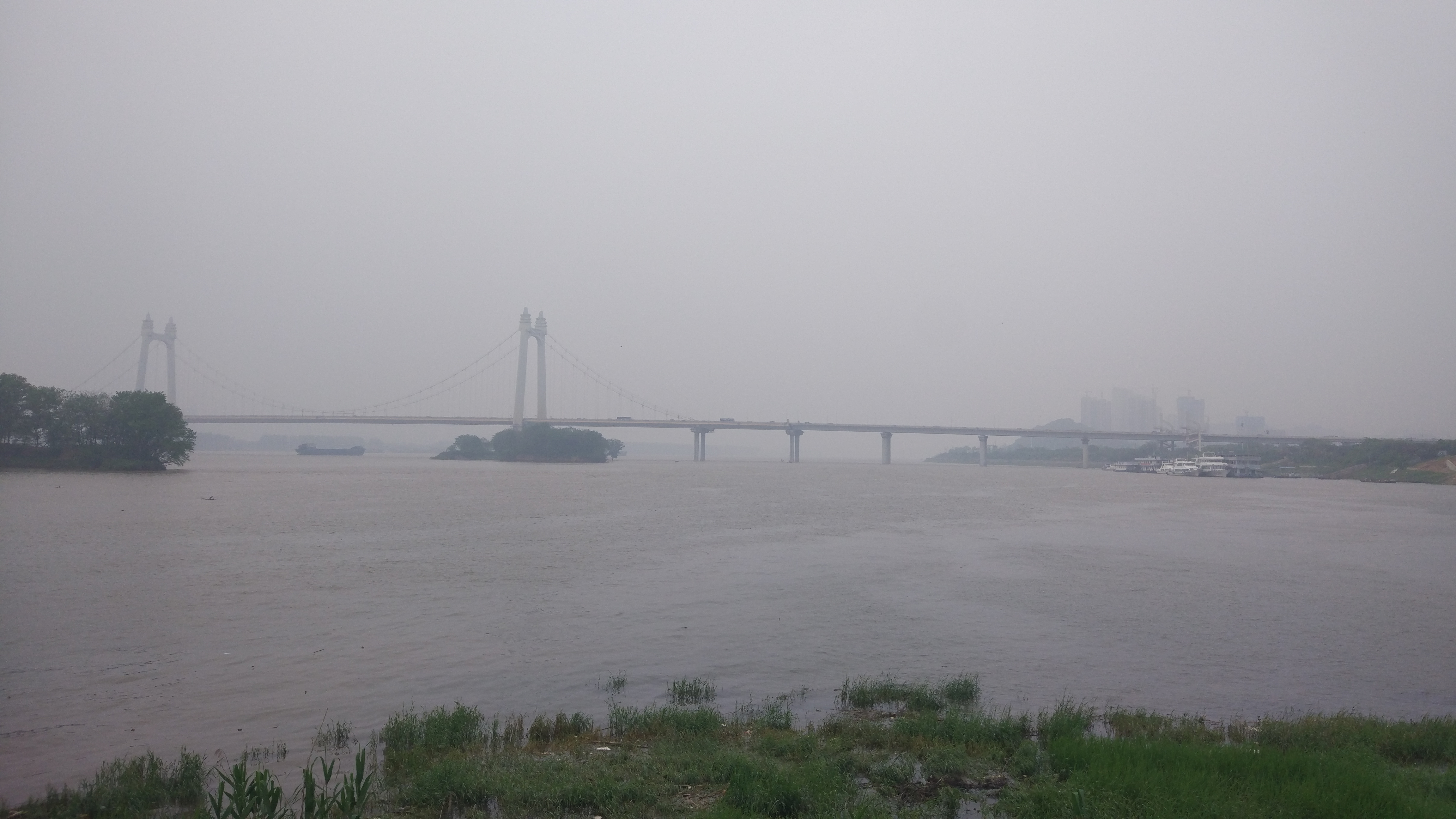
三叉戟大桥远景

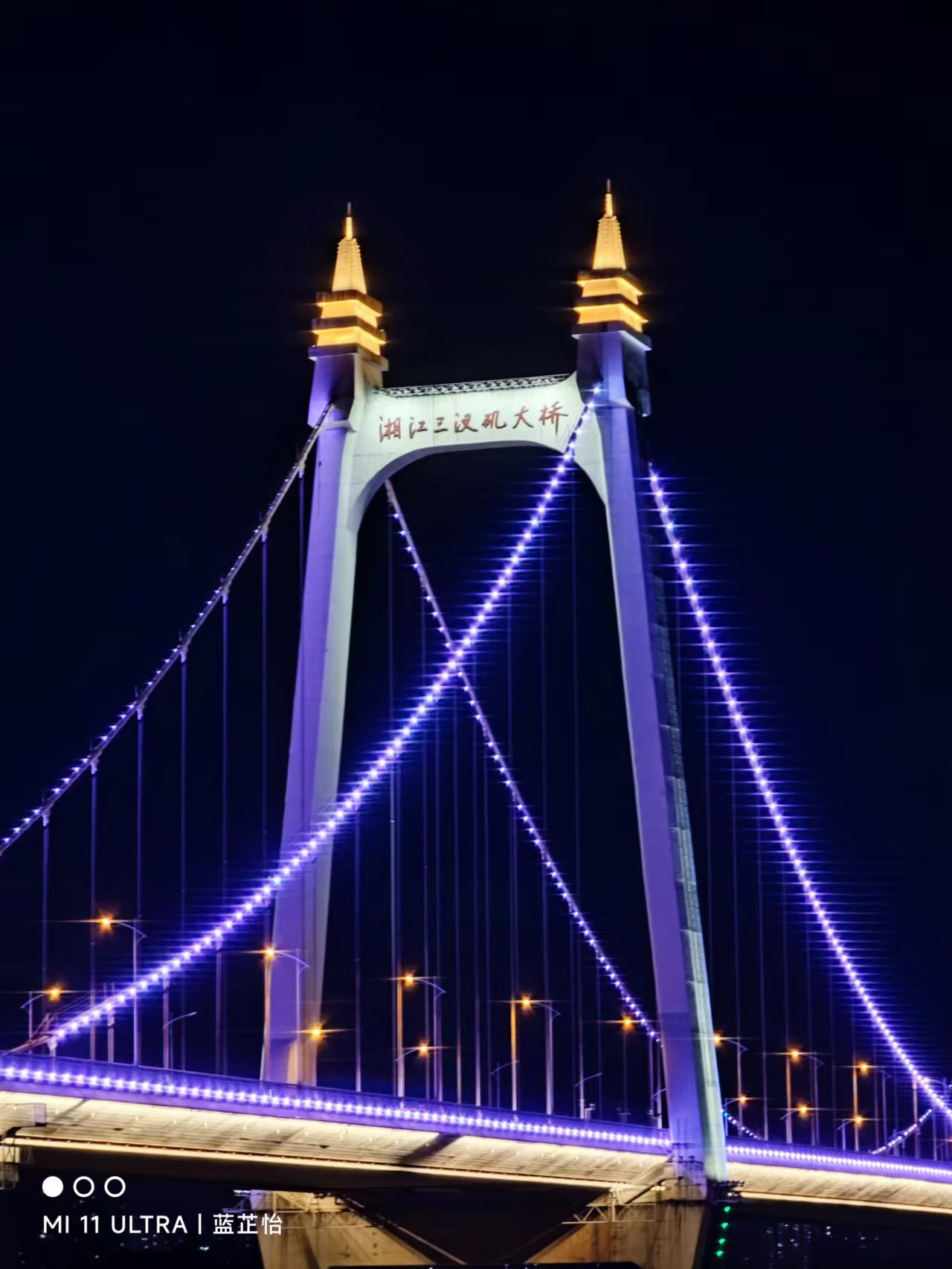
三叉戟大桥夜景

三汊矶大桥（长沙湘江四桥）位于湖南省长沙市城北，为长沙二环线北段跨越湘江主通道。桥东段位于开福区新港镇，接金星路与潇湘路；西段位于岳麓区观沙岭街道，连芙蓉路与湘江路。三汊矶大桥属于双塔双索面自锚式悬索桥，全长1577米，主桥长732米，主跨长328米。包括车道与人行通道，桥面宽29米，其中机动车道宽23米，为双向六车道，两侧非机动车道各宽3米。三汊矶大桥总投资约3.9亿元，2004年4月30日开工，2006年9月1日正式通车，为湘江长沙段第四座建成的桥梁。